# Taça de Portugal de 1941–42
A Taça de Portugal de 1941/1942 foi a 4ª edição da Taça de Portugal. O Belenenses venceu esta edição.

## Oitavos-de-final
| Vencedor     | Resultado | Desempate | Vencido     |
| ------------ | --------- | --------- | ----------- |
| Os Unidos    | 3–3       | 4–2       | Académica   |
| Belenenses   | 5–1       | —         | FC Porto    |
| Benfica      | 2–0       | —         | Barreirense |
| Leixões      | 3–0       | —         | Luso Beja   |
| Olhanense    | 3–1       | —         | Académico   |
| Sporting     | 6–2       | —         | Leça        |
| V. Guimarães | 7–2       | —         | Estoril     |

## Quartos-de-final
| Vencedor     | Resultado | Desempate | Vencido     |
| ------------ | --------- | --------- | ----------- |
| Belenenses   | 1–1       | 3–0       | Olhanense   |
| Os Unidos    | 6–0       | —         | Leixões     |
| V. Guimarães | 4–1       | —         | Sp. Espinho |
| Sporting     | 4–0       | —         | Benfica     |

## Meias-finais
| Vencedor     | Resultado | Vencido   |
| ------------ | --------- | --------- |
| Belenenses   | 5–0       | Os Unidos |
| V. Guimarães | 2–1       | Sporting  |

## Final
|  | Belenenses | 2 – 0 | V. Guimarães |  |
|  |            |       |              |  |